# Christian Heinrich von Dewitz
Christian Heinrich von Dewitz (ur. 4 czerwca 1698 w Daber, zm. 26 lutego 1774 tamże) – był pruskim starostą (Landrat) w okręgu Daber-Naugard-Dewitz na Pomorzu Zachodnim.

## Rodzina
Pochodził ze szlacheckiej rodziny Dewitzów, która posiadała na Pomorzu rozległe dobra. Właściwości te stanowiły znaczną część okręgu Daber-Naugard-Dewitz. Jego ojciec Gustav George von Dewitz (1633-1701) był kapitanem w służbie pruskiej i spadkobiercą Daber. Jego matka urodziła się jako von Uckermann. W 1727 Christian Heinrich von Dewitz poślubił Johannę Dorotheę, córkę starosty Ludolfa Ehrenreicha von Strantza. Po jej śmierci w 1750 r. ożenił się z Marią Justyną, wdową z Mittelstaedt z domu von Sydow; małżeństwo zakończyło się rozwodem w 1758 roku. Pozostawił po sobie syna Josepha Friedricha von Dewitza (1743-1806), który został dziedzicem Daber, Groß Benz i Bernhagen.

## Kariera
- Christian Heinrich von Dewitz studiował na Uniwersytecie w Halle
- W 1728 roku jako następca nieżyjącego już Stephana Berenda von Dewitz został starostą powiatu Daber
- Zostaje dyrektorem rodu szlacheckiego Dewitz
- W 1771 r. opuścił stanowisko starosty
- Jego następcą został Johann Daniel Ludwig von Reppert.
- Christian Heinrich von Dewitz zmarł trzy lata później.